# Psychotria plumeriifolia
Psychotria plumeriifolia är en måreväxtart som beskrevs av Adolph Daniel Edward Elmer. Psychotria plumeriifolia ingår i släktet Psychotria och familjen måreväxter. Inga underarter finns listade i Catalogue of Life.